# Appendicula jacobsonii
Appendicula jacobsonii är en orkidéart som beskrevs av Johannes Jacobus Smith. Appendicula jacobsonii ingår i släktet Appendicula och familjen orkidéer. Inga underarter finns listade i Catalogue of Life.